# Witold Januszewski
Witold Januszewski, né le 2 février 1915 à Grodno, ville située sur le fleuve Niémen dans l'actuelle Biélorussie, et mort à Ermont, en région parisienne, en 1981, est un artiste peintre et un illustrateur polonais devenu français.

## Biographie
Diplômé des Beaux-Arts de Varsovie, il est mobilisé en 1939 et arrive en France en 1940 où il est interné dans différents camps pour étrangers, dont Argelès-sur-Mer, Livron et Montestruc. Ses débuts comme illustrateur se font dans les revues clandestines publiées dans ces camps.
La même année il épouse Félicia Borkowska et s'installe à Barcelone où il réalise sa première exposition personnelle. Il reste en Espagne jusqu'en 1947, date à laquelle il revient en France et s'installe à Paris.
En 1959 il est naturalisé français, il vivra en France jusqu'à sa mort en 1981.

## Illustrations
- Illustration de Uczta zadżumionych, recueil de poésies de Józef Łobodowski (pl), publié en 1954 à Paris[1].
- Noël, dessin à l'encre[2]
- Szopka, dessin à l'encre[2]

## Peintures
- Tête d'enfant[3]
- Paysage de Provence, 1955, collection privée, Paris[4]
- Femme en mauve, début 1960, collection privée, Paris[5]
- Composition I, 1971[6]
- Composition II
- Harmonie du Verseau, 1973, collection privée, Paris[7]

## Expositions
- Palau de la Virreina, Barcelone, en 1945
- Galerie Jean-Pierre Lambert, île Saint-Louis à Paris, en 1974
- Saison Polonaise en France « Nova Polska » : Mairie du 13e arrondissement de Paris, Caves Escoffier à Alénya, Galerie Marianne à Argelès-sur-Mer et palais des Rois de Majorque à  Perpignan[8], en 2004
- L'Harmonie du Verseau au Musée national de Kielce[9], exposition organisée par le Musée national de Kielce et l'association française Lez'arts Interventions, sous le haut patronage de l'Ambassadeur de France en Pologne[10], du 13 mai au 30 juin 2010
- “Polonia. Les Polonais en France”, Cité Nationale de l’Histoire de l’Immigration, Paris (2 mars-28 août 2011)
- "Vibrations" œuvres sur papier, Bibliothèque Polonaise de Paris, du 26 mars au 18 avril 2014